# ロキサチジン
ロキサチジン アセタート（英: Roxatidine acetate）は、ヒスタミンH2受容体拮抗薬（H2ブロッカー）のひとつ。H2受容体と拮抗することにより胃酸分泌を抑制することから胃酸抑制薬として使用される。

## 効能・効果
胃潰瘍、十二指腸潰瘍、吻合部潰瘍、Zollinger-Ellison症候群、逆流性食道炎、麻酔前投薬
下記疾患の胃粘膜病変（びらん、出血、発赤、浮腫）の改善
急性胃炎、慢性胃炎の急性増悪期